# Zum grünen Strand der Spree

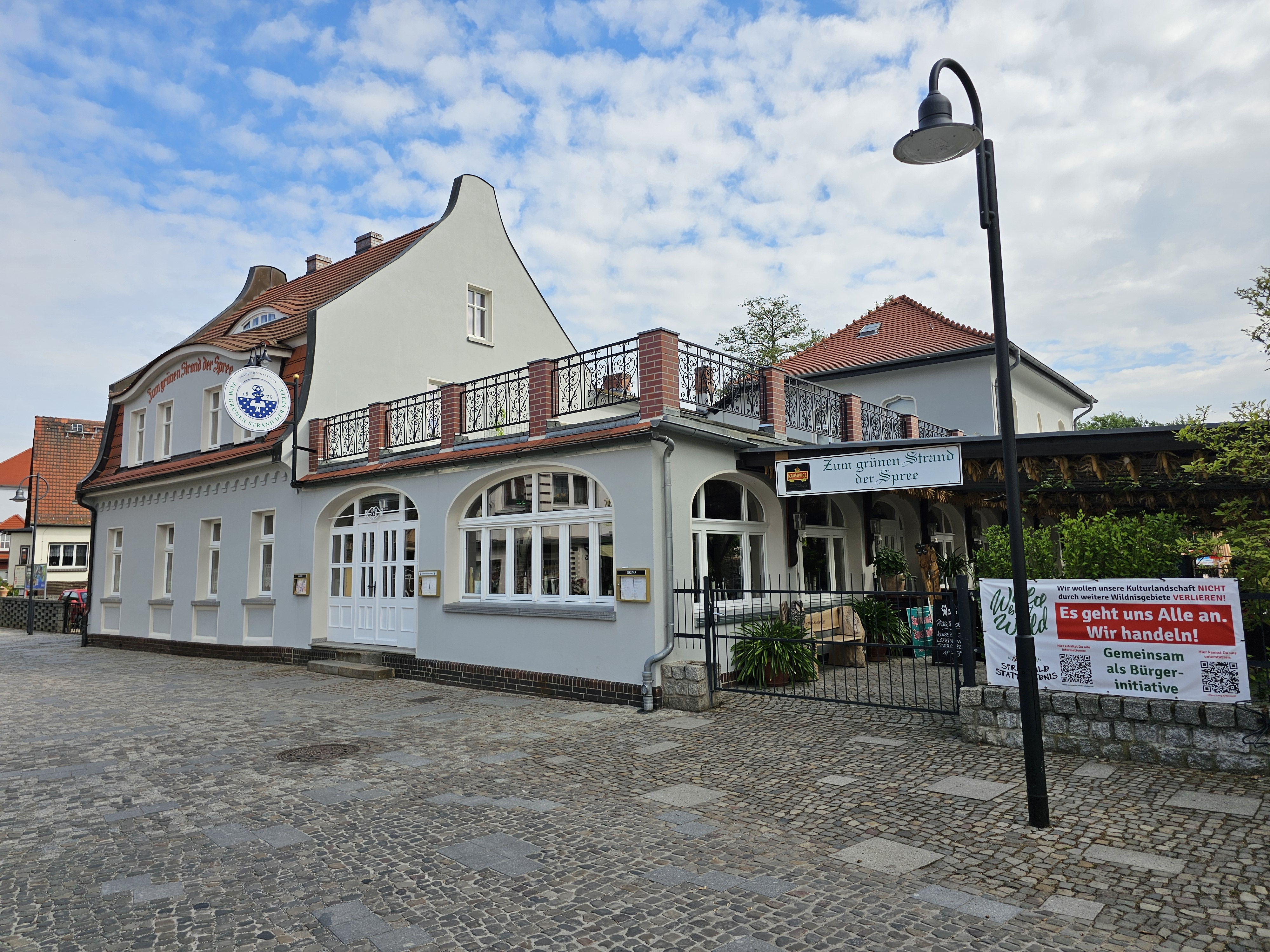
Gasthaus „Zum grünen Strand der Spree“ (2024)

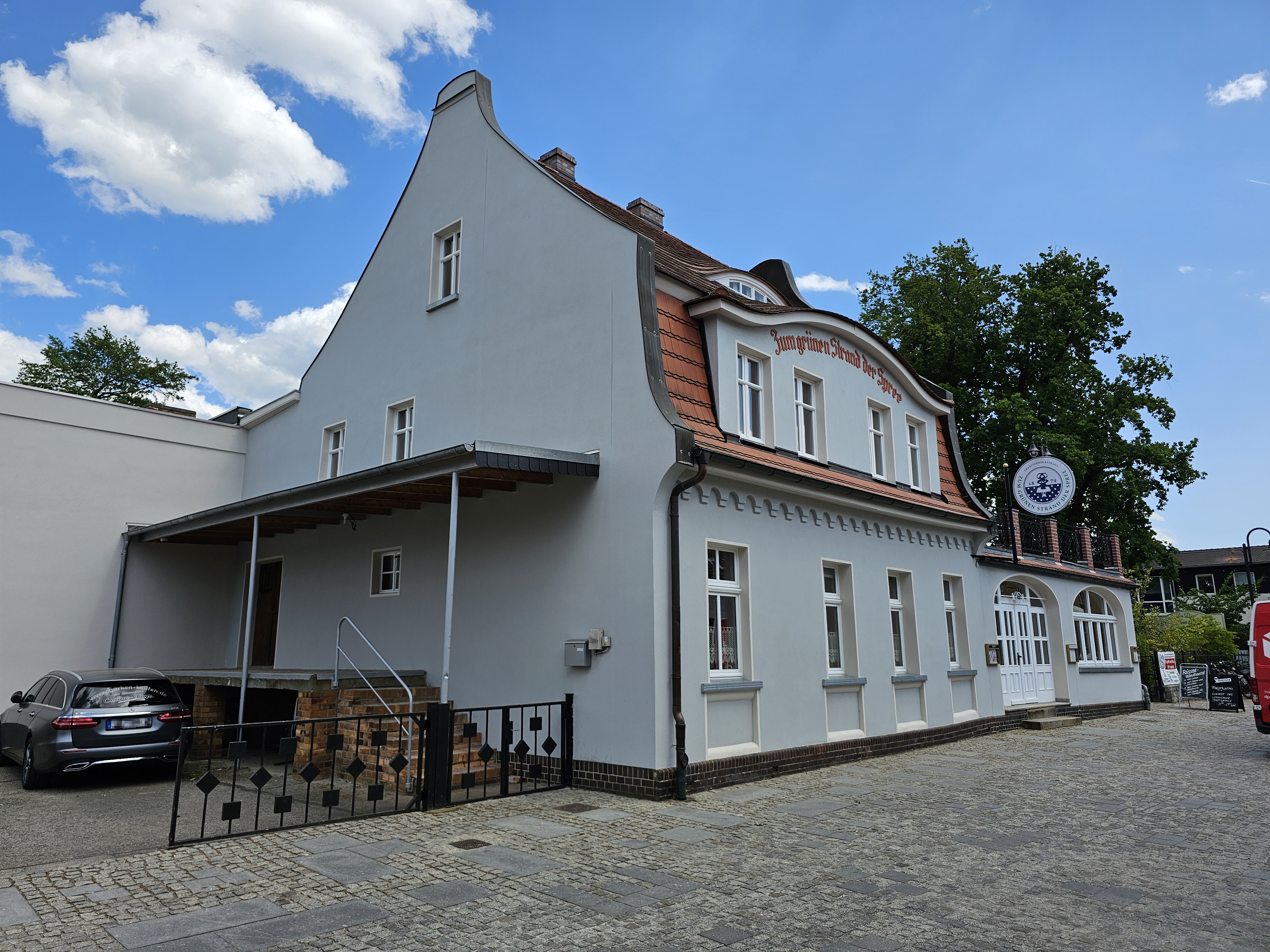
Ansicht von Nordwesten (2024)

Das Gasthaus Zum grünen Strand der Spree befindet sich am Großen Spreewaldhafen in der Stadt Lübbenau/Spreewald im Landkreis Oberspreewald-Lausitz in Brandenburg. Das Gebäude ist ein eingetragenes Baudenkmal in der Denkmalliste des Landes Brandenburg.

## Geschichte

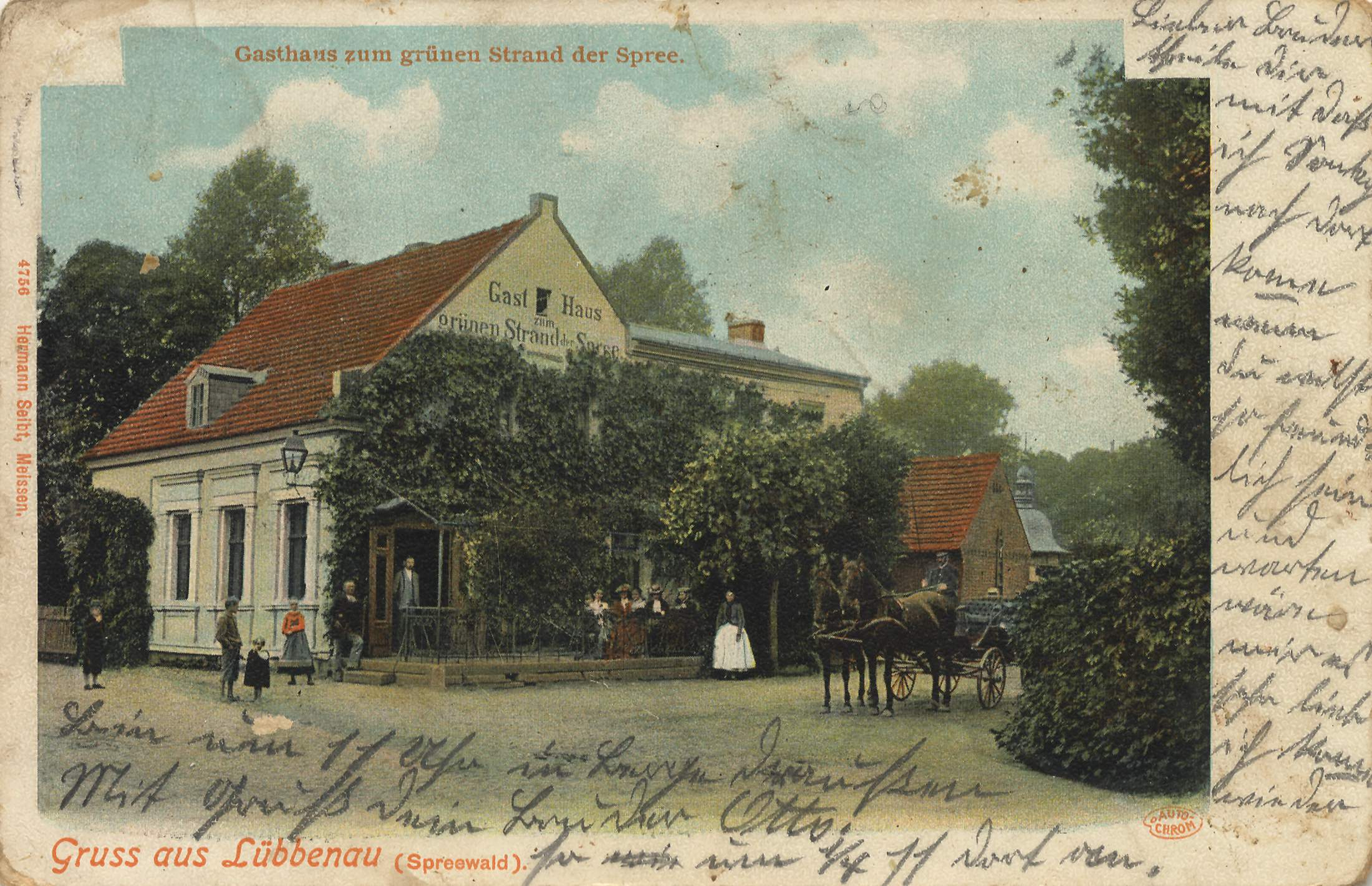
Das Gasthaus auf einer Postkarte von ca. 1900, vor dem Umbau

Der Gründer des Gasthauses „Zum grünen Strand der Spree“ Heinrich Moshake war als Kutscher für den Lübbenauer Standesherren Hermann Rochus zu Lynar tätig. Nach Lynars Tod im Dezember 1878 beantragte Moshake eine Schankkonzession und erwarb ein Grundstück an der Kahnabfahrstelle an der Spree in der heutigen Dammstraße, das er bereits zuvor von der Stadt gepachtet hatte. Am 22. September 1879 eröffnete Moshake die Gaststätte. Als er einige Jahre später erkrankte, wurde die Gaststätte an Franz Windscheffel verpachtet. Heinrich Moshake starb im April 1894. Die Gaststätte wurde erst im Jahr 1900 von dessen Sohn Wilhelm Gottlieb Ernst Moshake übernommen, in der Zwischenzeit wurde sie von ihrem bisherigen Pächter geführt, der danach das Hotel „Zum Spreewald“ übernahm.
Als der Lübbenauer Lehrer Paul Fahlisch ab Ende des 19. Jahrhunderts begann, touristische Kahnfahrten durch den Spreewald anzubieten, stieg die Zahl der Besucher in Lübbenau stark an. In dieser Zeit wurde das Gasthaus um den südlichen Anbau und den daran anschließenden Biergarten sowie vier zusätzliche Gästezimmer erweitert. Wilhelm Moshake starb im Oktober 1918, der Betrieb wurde danach von seiner Frau Emilie sowie seinem damals noch minderjährigen Sohn Wilhelm Heinrich weitergeführt. Im Jahr 1925 wurde die bis dahin offene Terrasse ummauert, um die Gäste vor Wetter zu schützen.

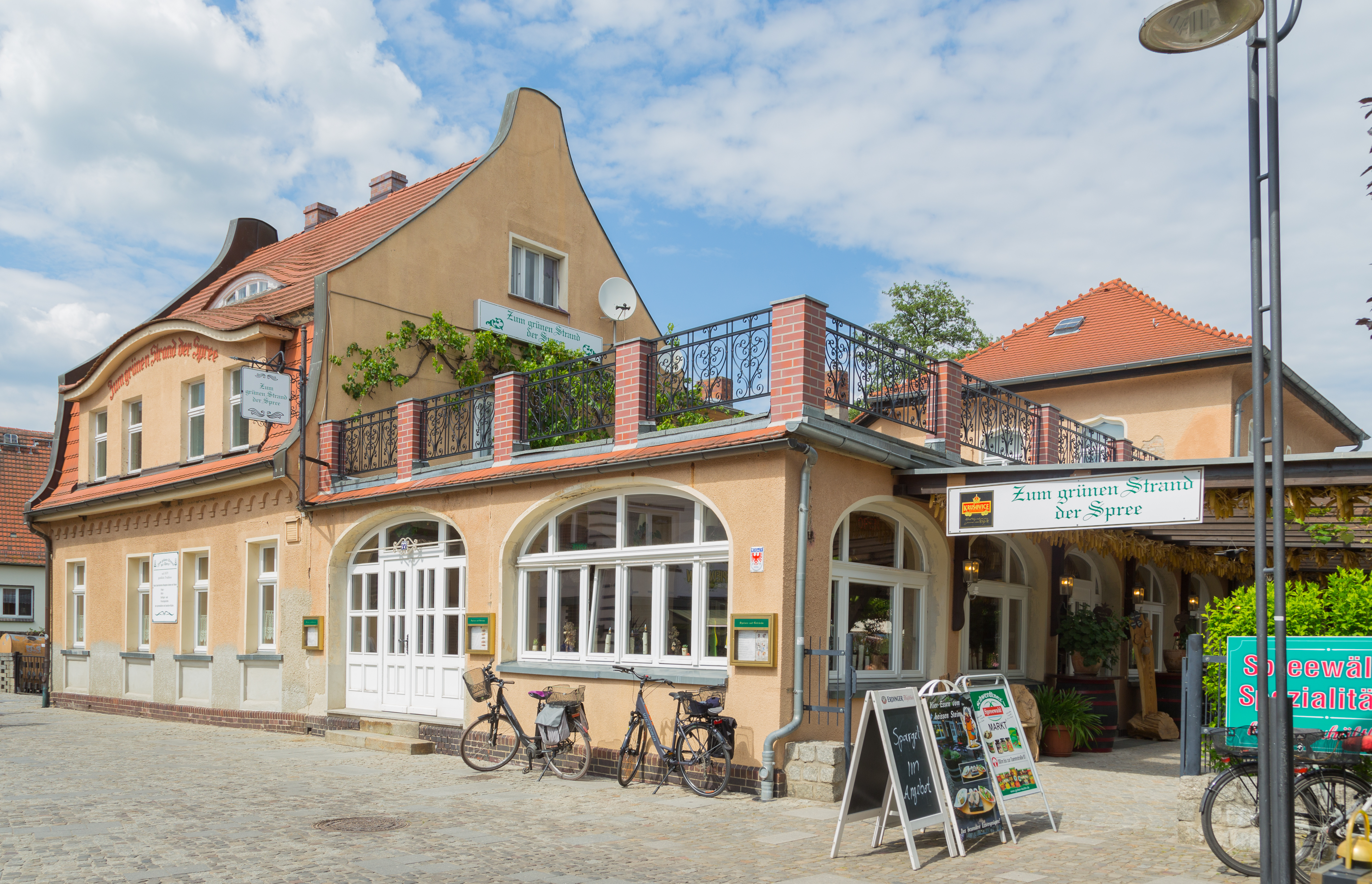
Das Gasthaus mit altem Anstrich (2022)

Zur Zeit der DDR wurde die Gastwirtschaft am 1. April 1953 von der Handelsorganisation übernommen, Leiter der Gaststätte war fortan Wilhelm Moshake jun. Das Gasthaus machte damals einen Umsatz von rund 385.000 Mark jährlich. Nach dem Umbau des Hafens im Jahr 1970 stieg der Jahresumsatz auf bis zu 2,7 Millionen Mark. Nach der Wiedervereinigung wurde der Pachtvertrag mit der HO zum 30. September 1990 gekündigt und das Gasthaus in die „Gasthaus zum grünen Strand der Spree Wilhelm Moshake OHG“ mit Wilhelm und Wolfgang Moshake als Rechtspersonen in das Handelsregister eingetragen. Das Gebäude wurde in den folgenden Jahren saniert. Am 1. Januar 2006 wurde die Gaststätte von Jörg Schwerdtner übernommen. Zum Jahreswechsel 2022/23 wurde die Fassade des Gebäudes saniert und mit neuer Farbe gestrichen. Bei den Arbeiten wurde eine Grabplatte für Heinrich Moshake, die bislang auf dem Dachboden gelagert war, in die Fassade eingesetzt.

## Architektur
Das Hauptgebäude ist eingeschossiger Putzbau aus Ziegelmauerwerk mit vier Achsen und Mansarddach. Das Dach entstand in seiner heutigen Form mit Schweifgiebeln und Gaube erst beim Umbau zu Beginn des 20. Jahrhunderts, vorher hatte das Gebäude einfache Dreiecksgiebel und ein Satteldach. Der südliche Anbau mit darüber liegender Terrasse hat breite Segmentbogenfenster, östlich davon befindet sich ein zweigeschossiger Bau mit Walmdach. Südlich des Gasthauses befindet sich der Biergarten, der teilweise überdacht ist.